# Апостол Кисьов
Апостол Кисьов е български фолклорист и музикален педагог, създател на оркестър „100 каба гайди“.
Апостол Кисьов е роден е на 18 ноември 1924 г. в село Стойките, Смолянско. Първоначално работи като учител в родното си село, след като е завършил образование в Пловдивската духовна семинария. През 1948 г. по негова инициатива се основава фолклорен хор в село Стойките, а през 1956 г. той вече е ръководител на хор за изворно пеене в град Девин. Дядото на Кисьов е народен певец и той като наследник на името му също е певец, но за съжаление, не умее да свири на гайда. През 1951 г. е изключен от редовете на Българската комунистическа партия поради духовното му образование като мотив.
Смята се, че той възражда гайдарството в Родопите, като създава десетки школи по каба гайда в различни населени места. Обикаля тютюневите села и миньорските градчета из този планински край и намира хора, умеещи да свирят на гайда. Тъй като те не могат да четат нотите, създава уникална пръстова система за дирижиране. През 1961 г. Кисьов основава гайдарския оркестър „100 каба гайди“ и е негов ръководител повече от 25 години. Първата концертна изява на оркестъра е на събора „Рожен“ в едноименното село през същата година. Някои хора наричат гайдарския му състав „Чудото на Рожен“. През 1970 г. създава и Детски гайдарски оркестър, както и Детско-юношески ансамбъл в Смолян.
Апостол Кисьов от 1955 г. е диригент на читалищния фолклорен ансамбъл „Катя Ванчева“ към Народно читалище „Родопска просвета – 1923“ град Девин. С този състав се пвявяа на Международния фолклорен фестивал в град Охрид, където печелият голямата награда, а на първия събор-надпяване „Рожен '61“ се представя с „Родопска сватба“. Негова е първата поставена самодейна оперета „Нашите герои“, по текст на Василка Герзилова и негова авторска музика. В това читалище е сътрудник на първата в страната Детската музикална школа за народни инструменти – гайда, тамбура и кавал.
През 1972 г., на провеждащия се пореден Роженски събор, майсторът дирижира хор от 3500 души, съпровождани от 300 гайдари от всякакви възрасти. Събитието е възприемано като уникално и предизвиква широко отразяване в българските и международни медии, както и сред чуждестранните специалисти-фолклористи. През 1981 г. има създадени от Кисьов вече 30 кръжока по изучаване на гайда с повече от 460 участници в тях.
На родопският гайдар е наречен Националния гайдарски събор „Апостол Кисьов“, провеждащ се в село Стойките, където има и изграден негов паметник.
Умира на 27 февруари 2007 г.

## Самостоятелна дискография
| Родопски песни | Балкантон | 1989, Vinyl, LP |